# To Be Everywhere Is to Be Nowhere
To Be Everywhere Is to Be Nowhere es el noveno álbum de la banda Thrice. El disco fue lanzado a través de Vagrant Records el 27 de mayo de 2016. La mayoría de los miembros de la banda continuó tocando música y perseguir otros intereses durante el hiato, que incluyó en movimiento a nuevas ciudades o estados con sus nuevas familias. El álbum fue producido por Eric Palmquist y políticamente más características y/o socialmente cargada letras que se ha visto en los anteriores álbumes de tres veces.
To Be Everywhere Is to Be Nowhere es el primer lanzamiento de tres veces después de salir de cuatro años de hiato, desde mediados de 2012 hasta mediados de 2015, y el primer álbum de originales el material en cinco años desde Major/Minor lanzado en 2011.
To Be Everywhere Is to Be Nowhere se extrajeron 2 recientes sencillos: «Blood on the Sand» y «Black Honey».

## Antecedentes
Thrice decidió hacer una pausa indefinida en 2012 tras las visitas de apoyo de su octavo álbum de estudio, Major/Minor. En su anuncio de ruptura, los miembros de la banda citan varias razones de la ruptura entre ellos una intensa gira y horario de la escritura desde hace 13 años, la evolución de los gustos musicales y no ser capaz de pasar suficiente tiempo con sus familias. De cada miembro Varios miembros de la banda también experimentó la muerte de un miembro de la familia que rodea a la producción y liberación de Major/Minor. El vocalista y guitarrista Dustin Kensrue asegurado a los fanes que Thrice volvería un día. Él dijo: «Thrice no se está rompiendo Si nada nos ha roto por ahora, no creo que nada pudiera Sin embargo, nos va a tomar un descanso de ser una banda a tiempo completo, y la próxima gira en la primavera será.. la última para el futuro previsible». Meses en libertad después de la banda se separaron oficialmente maneras en el año 2012.
En diciembre de 2014, Thrice anunció que la reforma en el año siguiente.  Kensrue se encontraba en un nuevo espectáculo en Seattle con el guitarrista Teppei Teranishi cuando se dio cuenta de que quería a Thrice de nuevo juntos. Se envió un mensaje a sus excompañeros de banda y dijo (más o menos): ". te echo de menos, echo de menos a hacer música con ustedes y espero que podamos hacerlo de nuevo". Riley Breckenridge dijo que el mensaje de texto rápido «bola de nieve» en las conversaciones sobre la realización de espectáculos y escribir nueva música de nuevo. Kensure dijo el hiato era importante porque la banda necesita tomar tiempo libre y formar una nueva apreciación por Thrice.

## Promoción
Antes del lanzamiento de To Be Everywhere Is to Be Nowhere, Thrice promovió el álbum con una corriente de línea de dos pistas. La primera, «Blood on the Sand,» llegó a estar disponible en línea el 24 de marzo de 2016. Kensrue dijo escoger el tema debut de promover un álbum es siempre difícil debido a todo el grado de estimación, pero finalmente fueron seleccionados éste porque: " tiene una inmediatez a la misma, la estimulación me gusta mucho la canción, en general, es bastante fuerte melódicamente, con energía.
Con el anuncio del fin de la pausa de la banda, los miembros de Thrice dijeron también que su gira en apoyo de los futuros discos empezando por To Be Everywhere Is to Be Nowhere  se incrementarían de manera significativa de vuelta de sus días de gira y con mayor rigor, programados antes del hiato en con el fin de pasar más tiempo con sus familias y otros proyectos.

## Recepción
To Be Everywhere Is to Be Nowhere recibió críticas generalmente positivas de los críticos. En Metacritic , que asigna una normalizado calificación de 100 a críticas de las publicaciones principales, el álbum recibió una media de puntuación de 76, basado en seis revisiones.

## Lista de canciones
Toda la música escrita por Eddie Breckenridge, Riley Breckenridge, Dustin Kensrue y Teppei Teranishi; todas las letras de Kensrue.
1. "Hurricane" – 4:44
2. "Blood on the Sand" – 2:50
3. "The Window" – 3:34
4. "Wake Up" – 4:07
5. "The Long Defeat" – 4:11
6. "Seneca" – 1:00
7. "Black Honey" – 3:59
8. "Stay with Me" – 4:00
9. "Death from Above" – 3:37
10. "Whistleblower" – 3:26
11. "Salt and Shadow" – 6:08

## Posicionamiento en lista
| Lista (2016)                       | Posiciones |
| ---------------------------------- | ---------- |
| Australian Albums (ARIA)           | 57         |
| Austria (Ö3 Austria)               | 33         |
| Bélgica (Ultratop flamenca)        | 148        |
| Canadá (Billboard Canadian Albums) | 20         |
| Alemania (Offizielle Top 100)      | 35         |
| Suiza (Schweizer Hitparade)        | 35         |
| Reino Unido (UK Albums Chart)      | 62         |
| Estados Unidos (Billboard 200)     | 15         |